# Ozai
Ozai (敖載T, Áo zàiP), noto anche come il Signore del Fuoco, è un personaggio immaginario e il principale antagonista della serie televisiva animata statunitense Avatar - La leggenda di Aang, creato da Michael Dante DiMartino e Bryan Konietzko. Un tiranno dal carattere sadico, spietato, crudele, assetato di potere e di pura malvagità, è intenzionato a concludere la guerra per la fine dell’estate con la cometa di Sozin.

## Biografia del personaggio
Ozai è il principe minore della Nazione del Fuoco, infatti suo fratello è Iroh, il Dragone dell'ovest, il principe ereditario che dopo la sconfitta subita a Ba Sing Se, capitale del Regno della Terra rinuncia al trono del Signore del Fuoco. Poco dopo la morte del padre Azulon, Ozai diventa il nuovo Signore del Fuoco, e manda il figlio primogenito Zuko in esilio con il compito di cercare l'avatar. Dopo aver ricevuto la conferma della ricomparsa dell'Avatar mette una taglia sulla sua testa. Pochi mesi dopo consente all'ammiraglio Zhao di mettere insieme una flotta enorme per sbaragliare la Tribù dell'Acqua del Nord. Dopo il fallimento, manda sua figlia Azula ad eliminare l'avatar e Zuko, che torna dopo aver conquistato le mura impenetrabili di Ba Sing Se, con suo zio Iroh considerato un traditore, Zuko che ha aiutato ad conquistare il Regno della Terra e la notizia che l'Avatar Aang è stato eliminato. Nel giorno del Sole nero, dove tutti i Dominatori del fuoco perdono ogni potere, la Nazione del Fuoco viene inaspettatamente invasa da un piccolo esercito. Tuttavia Ozai si nasconde in una base sotterranea aspettando il passaggio dell’eclissi. Durante questo periodo di tempo viene visitato da suo figlio Zuko che gli confessa di non avere ucciso l'Avatar, che la guerra non ha più senso e che andrà ad insegnare ad Aang il Dominio del fuoco. Ozai, irritato, tenta di uccidere suo figlio con un fulmine ma Zuko si protegge con la tecnica di suo zio Iroh, che nel frattempo è scappato dalle prigioni. In seguito guida personalmente il suo esercito nell'ultima battaglia contro il Regno della Terra, ma viene affrontato da Aang che, dopo una dura battaglia, utilizzando il Dominio dell'energia lo priva per sempre della possibilità di esercitare il suo Dominio del fuoco.
Ozai ha il tipico comportamento da tiranno megalomane: sfruttando la sconfitta di Iroh a Ba Sing Se e la morte di suo nipote Lu Ten, tenta di convincere il padre Azulon a nominarlo prossimo Signore del Fuoco, ma visto il suo rifiuto, si sbarazza di lui e costringe Iroh a rinunciare al trono. In seguito sconfigge il figlio in un brutale duello di Agni Kai, sfigurandolo all'occhio sinistro ed esiliandolo, costringendolo a cercare l'Avatar per riacquistare il suo onore; una volta saputo del coinvolgimento di Iroh e Zuko nella sconfitta al Polo Nord, manda Azula ad arrestare i due e li dichiara fuorilegge. Dopo la vittoria su Regno della Terra, perdona il figlio e si mostra un po' più umano, ma in seguito rivela tutta la sua crudeltà quando organizza un piano di guerra per distruggere completamente il Regno della Terra sfruttando il potere della Cometa di Sozin. A seguito di ciò, cede il suo posto di Signore del Fuoco alla figlia, affermando di voler dominare su tutto il mondo con il nome di Re Fenice. Dopo la sua sconfitta viene messo in prigione dal figlio, che però, essendo Ozai l'unico forse a sapere dove si trovi Ursa, gli fa visita spesso per farsi dire dove sia. Più di un anno dopo, Zuko ha rintracciato Ursa e la fa venire nella capitale, quindi la donna ne approfitta per andare a trovare Ozai, che vede per la prima volta per ciò che è veramente: un uomo miserabile incapace di amare nessuno, nemmeno sé stesso; Ozai risponde ordinandole di strisciare davanti a lui, ma Ursa lo ignora e se ne va.
Ozai dimostra poco amore per la sua famiglia: disprezza il fratello Iroh per i suoi modi pacati e gentili, considera il figlio Zuko un fallimento e non tiene minimamente conto del parere della moglie Ursa. L'unico membro della famiglia che tiene in considerazione è la figlia Azula, che ha un carattere molto simile al suo, ma prima della battaglia finale dimostra di considerarla comunque meno importante delle proprie ambizioni.

## Caratterizzazione

### Abilità
Ozai è forse il più potente Dominatore del fuoco visto nella serie: riesce a scatenare potentissime vampate e palle di fuoco dal notevole potere distruttivo, e con il potere della Cometa può usare dei potenti getti di fuoco dalle mani e dai piedi per volare; è uno dei pochi Dominatori della Nazione del Fuoco che sa dividere l'energia interiore e provocare un fulmine. Oltre a lui ci riescono solo sua figlia Azula e Iroh. Nonostante questo, comunque, resta del tutto inerme di fronte ad Aang, una volta che quest'ultimo entra nello stadio dell'Avatar.

## Altri media
Il Signore del Fuoco Ozai appare come antagonista anche nel film L'ultimo dominatore dell'aria, interpretato dall'attore neozelandese Cliff Curtis, e nella serie Avatar - La leggenda di Aang, interpretato dall'attore Daniel Dae Kim.